# Peixinhos da horta

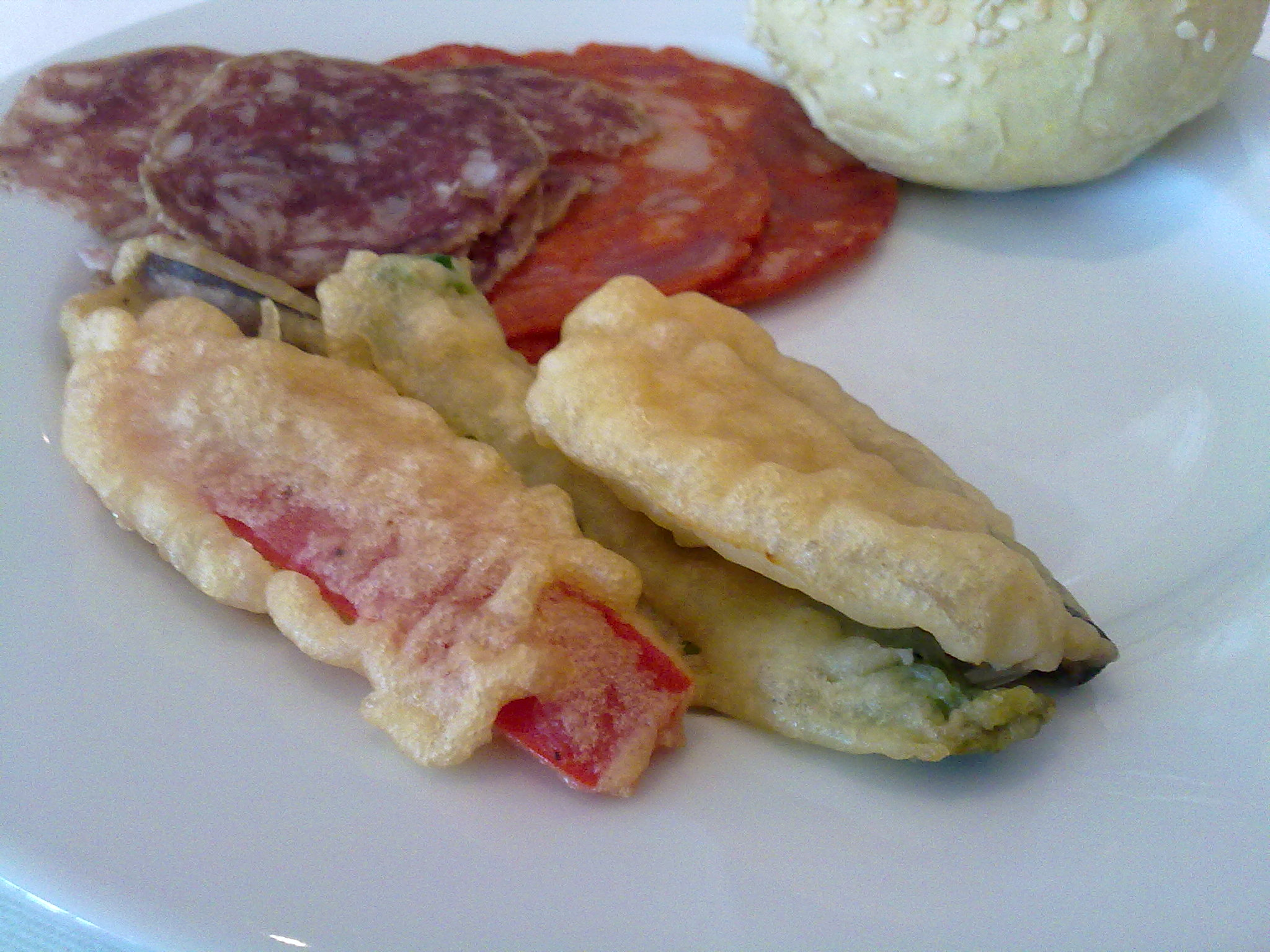
Peixinhos da horta (em primeiro plano)

Peixinhos da horta é um prato tradicional da culinária portuguesa, atribuído à região de Lisboa e Vale do Tejo.
Consiste em vagens de feijão-verde cortadas e cozidas, envoltas num polme, e fritas em óleo a altas temperaturas. Pode também ser preparado com outros vegetais, tais como a abóbora e o pimento.
Crê-se que poderão sido introduzidos no Japão pelos navegadores portugueses António da Mota, Francisco Zeimoto e António Peixoto, que atracaram na ilha japonesa de Tanegashima, em 1543, ou então, mais tarde, já pelos missionários portugueses que, entretanto, lhes sobrevieram na pendência do séc. XVI. Os peixinhos da horta terão vindo a dar origem à tempura, prato típico japonês .

## Ligações Externas
- Receita de Peixinhos da Horta no Scribd